# تورب (برمجيات)
تورب (بالإنجليزية: TWRP)‏  هو برمجية استعادة مفتوحة المصدر،  مخصص لأجهزة أندوريد،  يتيح للمستخدمين إمكانية عمل نسخ احتياطية للنظام وتثبيت تطبيقات أخرى.
يوفر تورب للمستخدمين خيار النسخ الاحتياطي الكامل لأجهزتهم، وتنصيب نظام التشغيل وبياناته والتطبيقات الخاصة وغيرها، ويوفر مدير ملفات، ويوفر إمكانية إصلاح بعض المشكلات في النظام.

## المهام
يتطلب تنصيب تورب على جهاز أندرويد الحصول على نسخة مخصصة خصيصًا للجهاز، ويمكن تنصيبها باستخدام أدوات أخرى مثل فاستبوت أو أودين.

## روابط خارجية
- الموقع الرسمي